# شوپنهاور ۷۰۱۵
سیارک ۷۰۱۵ (به انگلیسی: 7015 Schopenhauer، نامگذاری:1990QC8) هفت هزار و پانزدهمین سیارک کشف شده‌است که در ۱۶ اوت ۱۹۹۰ کشف شد.
قدر مطلق سیارک برابر ۱۴٫۴۰ است.